# Wimmelburg
Wimmelburg település Németországban, azon belül Szász-Anhalt tartományban. Lakosainak száma 1085 fő (2023. december 31.).

## Népesség
A település népességének változása:
| Lakosok száma | 1168 | 1145 | 1105 | 1096 | 1085 |
|               | 2017 | 2019 | 2021 | 2022 | 2023 |